# 東京都市計画道路幹線街路放射第6号線
東京都市計画道路幹線街路放射第6号線は、東京都千代田区九段南2丁目から東京都練馬区関町北3丁目に至る都市計画道路である。一般には、靖国通りと青梅街道と呼ばれる道路であるが、新宿区内の新宿駅周辺部分（曙橋 - 淀橋間）は、靖国通りと青梅街道を逸れ、職安通り（都道302号支線）と呼ばれる道路を指す（この区間の靖国通りと青梅街道は放射24号線である）。

## 道路の概要
- 起点：東京都千代田区九段南2丁目
  - 九段坂上（内堀通りと接続） - 住吉町交差点（都営新宿線曙橋駅前）：靖国通り（都道302号）
  - 住吉町交差点 - 抜弁天交差点：余丁町通り（都道302号支線）
  - 抜弁天交差点 - 北新宿百人町交差点（小滝橋通り接続）：職安通り（都道302号支線）
  - 北新宿百人町交差点 - 北新宿一丁目交番付近：税務署通り
  - 北新宿一丁目交番付近 - 淀橋交差点（中野坂下交差点隣接）：平成21年2月開通（北新宿地区再開発）
  - 淀橋交差点 - 東伏見4丁目交差点（練馬区・西東京市境）：青梅街道（都道4号線）
- 終点：東京都練馬区関町1丁目（関町北3丁目）
- 延長：17.6km

## 残る路線の建設
区間のうち最後まで未完成であった北新宿百人町交差点 - 淀橋交差点間は、2009年2月に4車線で開通した。この区間の完成により、歌舞伎町周辺の靖国通りと新宿駅南口周辺の甲州街道の渋滞が改善すると期待される。
北新宿百人町交差点 - 北新宿一丁目交番付近は既存の税務署通りの拡張で、北新宿一丁目交番付近 - 淀橋交差点（青梅街道(放射第24号線)接続点）は再開発事業に伴う新設道路である。しかし、いずれも一部移転に同意しない地権者がいて、強制収用ではなく話し合いを続ける方針のため、2006年6月25日17時の開通時は、暫定2車線による暫定開通となっている。2009年2月になって、4車線で全面開通している。
また、青梅街道と接続する淀橋交差点付近（成子坂下・中野坂下間）には、下り線の立体部を建設する計画である（2004年1月7日に立体部を追加する事業認可変更）。完成すると、放射6号線と放射24号線の下り線が、交差点を立体で通過し、立体部の途中で合流した上で、中野坂の途中で平面部と合流する形になる。
立体部の建設も終了すると、下り線に信号がなくなるだけでなく3車線に増えるとともに、その先の中野坂上交差点の右折レーンが2車線に増えて、流れがよくなる。さらに、上り線も中野坂上・淀橋（仮称）間が2車線増えて4車線になり、新設の放射6号線へ交通量が分散するため、交通渋滞が緩和されることになる。
しかし、沿線で計画見直しの意見もあることから、現在のところ、暫定的に平面交差での整備となっている。

## 参考
1. ↑  淀橋立体交差事業の当面の措置についてのお知らせ 平成16年12月・東京都第三建設事務所（中野区議会ウェブページより）